# 芸能人私生活のセンス完全抜き打ち一斉調査!
『芸能人私生活のセンス完全抜き打ち一斉調査!』（げいのうじんしせいかつのセンスかんぜんぬきうちいっせいちょうさ!）とは、フジテレビ系列にて不定期で放送されていたバラエティ特別番組である。

## 概要
芸能人が様々なシチュエーションで、センスを問う番組。

## 放送日
| 回                                       | 放送日         | 視聴率 | 放送時間      | 備考          |
| ---------------------------------------- | -------------- | ------ | ------------- | ------------- |
| 1                                        | 2011年10月25日 |        | 19:00 - 20:54 | 『カスペ!』枠 |
| 2                                        | 2012年3月6日   |        | 19:00 - 20:54 | 『カスペ!』枠 |
| 視聴率は関東地区・ビデオリサーチ社調べ。 |                |        |               |               |

## 出演者

### 司会
- 今田耕司

### ナレーション
- 石川静

## 嫌われ度ナンバー1（総合成績者）
- 第1回：岩尾望
- 第2回：塙宣之（ナイツ）

## スタッフ
第2回
- 編成企画：高瀬敦也（フジテレビ）
- 構成：とちぼり元、酒井健作、加藤淳一郎
- 美術プロデューサー：小美野淳一
- デザイン：岡嶋正浩
- 美術制作：宇賀田暁彦
- 装置：藤満達郎
- 操作：田村勝行
- 小道具：深山健太郎
- アクリル装飾：鈴木正樹
- LEDビジョン：谷川悟
- 電飾：斎藤幹也
- 生花装飾：石井信彦
- 衣装：岡崎貴子
- メイク：マーヴィ
- 美術協力：アックス
- TP：深谷高史
- SW：岩田一己
- CAM：藤本伸一
- VE：宮本学
- AUD：片山勇
- 照明：野崎政克（FLT）
- TK：藤井佑季（TBG）
- CG：山口大樹（キャニットG）
- 編集：加納敏行、佐藤貴之
- MA：安藤隆司
- 音響効果：岡田淳一
- 技術協力：ニユーテレス、スウィッシュ・ジャパン、読売映像、IMAGICA、インターナショナルクリエイティブ
- 制作スタッフ：安田奈央
- AP：小畑未香
- 広報：鈴木麻衣子（フジテレビ）
- ディレクター：新井勝也、多田隆人、森田美桜、武田喜栄、阿部裕一郎
- 演出：斉藤哲夫
- プロデューサー：佐藤基、田中眞理子／福浦与一
- 企画制作：フジテレビ
- 制作著作：IVSテレビ制作